# Arcade (ville, New York)
Pour les articles homonymes, voir Arcade.
Ne doit pas être confondu avec Arcade (village, New York).
Arcade est une ville du comté de Wyoming, dans l'État de New York, aux États-Unis,. En 2010, elle compte une population de 4 205 habitants.

## Démographie
Lors du recensement de 2010, la ville comptait une population de 4 205 habitants, tandis qu'en 2016, elle est estimée à 4 103 habitants.